# Bahla
Bahla (arab. بهلا) – miasto w północnym Omanie, w muhafazie Ad-Dachilijja. Według spisu ludności w 2020 roku liczyło 39,6 tys. mieszkańców. Jest siedzibą administracyjną wilajetu Bahla, który w 2020 roku liczył 88,3 tys. mieszkańców.
Na terenie miasta znajduje się XVII-wieczny Fort Bahla wpisany w 1987 roku na listę światowego dziedzictwa UNESCO.